# Dennis Hextall
Dennis Harold Hextall (* 17. April 1943 in Poplar Point, Manitoba) ist ein ehemaliger kanadischer Eishockeyspieler. Der Angreifer absolvierte über 700 Spiele in der National Hockey League, den Großteil davon für die Minnesota North Stars und die Detroit Red Wings.

## Karriere
Dennis Hextall lief in seiner Jugend für die Brandon Wheat Kings in der Manitoba Junior Hockey League (MJHL) in seiner Heimatprovinz auf. Mit dem Team nahm er 1962 und 1963 an den Ausscheidungsspielen zum Memorial Cup teil, verpasste jedoch jeweils das Endspiel. Ohne die Perspektive, zu diesem Zeitpunkt in den Profibereich zu wechseln, schrieb sich der Angreifer zum Herbst 1963 an der University of North Dakota ein und nahm mit deren Eishockeyteam, den North Dakota Fighting Sioux, mit Beginn der Saison 1964/65 zwei Jahre am Spielbetrieb der Western Collegiate Hockey Association (WCHA) teil. In beiden Spielzeiten wählte man ihn in ein WCHA All-Star Team, bevor er 1966 zu den Knoxville Knights in die Eastern Hockey League wechselte und somit erstmals als Profi aktiv wurde. Sein weiterer Weg führte ihn vorerst ebenfalls durch Minor Leagues, so war er für die Omaha Knights in der Central Professional Hockey League sowie für die Buffalo Bisons in der American Hockey League aktiv. Die Bisons fungierten als Farmteam der New York Rangers aus der National Hockey League (NHL), bei denen der Kanadier schließlich im Rahmen der Stanley-Cup-Playoffs 1968 zu seinen ersten zwei NHL-Einsätzen kam. Dennoch konnte sich der Angreifer auch im Rahmen der folgenden Saison 1968/69 keinen Stammplatz bei den Rangers erspielen, sodass er im Juni 1969 samt Léon Rochefort an die Los Angeles Kings abgegeben wurde, die dafür Réal Lemieux nach New York schickten.
Nach nur einem knappen halben Jahr in Los Angeles, das er ebenfalls zum Teil in der AHL bei den Springfield Kings verbrachte, transferierten ihn die Kings bereits im Januar 1970 im Tausch für Dick Duff zu den Canadiens de Montréal. Dort erhielt er keine Eiszeit in der NHL und beendete die Saison abermals in der AHL, bei den Voyageurs de Montréal. In der Folge schickten die Canadiens ihn für eine finanzielle Gegenleistung zu den California Golden Seals, bei denen er 1970/71 seine erste vollständige NHL-Saison absolvierte und dabei 52 Scorerpunkte erzielte. Mit diesen Leistungen empfahl er sich bei den Minnesota North Stars, die ihn im Mai 1971 verpflichteten und dafür Joey Johnston und Walt McKechnie nach Kalifornien schickten. In den folgenden beiden Jahren etablierte sich Hextall als regelmäßiger Scorer bei den North Stars und erzielte mit je 82 Punkten seine persönliche Karriere-Bestleistung, während er darüber hinaus zu den NHL All-Star Games 1974 und 1975 berufen wurde.
Dennoch wurde der Angreifer im Februar 1976 an die Detroit Red Wings abgegeben, die im Gegenzug Bill Hogaboam und ein Zweitrunden-Wahlrecht für den NHL Amateur Draft 1976 nach Minnesota schickten. In der Motor City konnte Hextall nicht an seine vorherigen Leistungen anknüpfen und übernahm zu Beginn der Saison 1977/78 dennoch das Kapitänsamt der Red Wings, das er allerdings zeitweise mit Dan Maloney, Nick Libett und Paul Woods teilte. Im Februar 1979 wechselte der Stürmer ein letztes Mal und schloss sich als Free Agent den Washington Capitals an, bei denen er in der Saison 1979/80 allerdings nur noch auf 15 Spiele kam und seine Karriere in der Folge beendete. Insgesamt kam Hextall in seiner NHL-Laufbahn auf 703 Partien und verbuchte dabei 509 Punkte.
Nach seinem Karriereende war Hextall zeitweise als Trainer im Juniorenbereich aktiv und fungierte als Commissioner und Präsident der International Hockey League.

## Erfolge und Auszeichnungen
| - 1965 WCHA Second All-Star Team - 1966 WCHA First All-Star Team - 1969 AHL Second All-Star Team | - 1974 Teilnahme am NHL All-Star Game - 1975 Teilnahme am NHL All-Star Game |

## Karrierestatistik
(Legende zur Spielerstatistik: Sp oder GP = absolvierte Spiele; T oder G = erzielte Tore; V oder A = erzielte Assists; Pkt oder Pts = erzielte Scorerpunkte; SM oder PIM = erhaltene Strafminuten; +/− = Plus/Minus-Bilanz; PP = erzielte Überzahltore; SH = erzielte Unterzahltore; GW = erzielte Siegtore; 1 Play-downs/Relegation; Kursiv: Statistik nicht vollständig)

## Familie
Dennis Hextall entstammt einer Eishockeyfamilie, so spielte bereits sein Vater Bryan Hextall senior in der NHL und ist Mitglied der Hockey Hall of Fame. Sein Bruder Bryan Hextall junior sowie sein Neffe Ron Hextall schafften ebenfalls den Sprung in die höchste Liga Nordamerikas. Professionelle Eishockeyspieler waren zudem Brett Hextall, Sohn von Ron, sowie Donevan Hextall, Cousin von Dennis.